# 모곡초등학교
모곡초등학교는 대한민국 강원특별자치도 홍천군 서면 모곡리에 있는 공립 초등학교이다.

## 학교 연혁
- 1934년 12월 15일 모곡공립보통학교 개교(설립인가 11월 21일)
- 1938년 4월 1일 모곡공립심상소학교로 개칭
- 1941년 4월 1일 모곡공립국민학교로 개칭
- 1967년 4월 20일 동막분실, 길곡분실 인가
- 1968년 3월 2일 동막분교장, 길곡분교장 승격
- 1993년 4월 1일 동막분교장 병합
- 1994년 4월 1일 길곡분교장 병합
- 1996년 3월 1일 모곡초등학교로 개칭
- 2011년 9월 1일 강야분교장 병합
- 2016년 2월 5일 제81회 졸업(졸업생 누계:2799명)
- 2017년 2월 9일 제82회 졸업(졸업생 누계:2,801명)
- 2018년 1월 10일 제83회 졸업(졸업생 누계:2,805명)
- 2018년 3월 1일 제25대 이은숙 교장 취임
- 2019년 1월 10일 제84회 졸업(졸업생 누계:2,810명)
- 2021년 9월 1일 제26대 조명자 교장 취임
- 2023년 9월 1일 제27대 최영복 교장 취임
- 2024년 3월 1일 농촌유학생 7명 전입

## 참고 자료
- 모곡초등학교 - 한국교육학술정보원 학교알리미